# 5.º Exército Panzer (Alemanha)
O 5º Exército Panzer ou 5. Panzerarmee foi formado em 8 de Dezembro de 1942 no Norte da África a partir da reconstrução do LXXXX Corpo de Exército. Se rendeu na Tunisia em 9 de Maio de 1943.
Foi reformado em 5 de Agosto de 1944 a partir da redesignação do Panzergruppe West. Lutou na Normandia e escapou de ser destruído no Bolsão de Falaise.
Em Setembro de 1944, o 5. Panzerarmee lançou uma contra-ofensiva contra o Terceiro Exército Norte-Americano em Lorraine sendo forçado à recuar para a divisa alemã. Participou da Ofensiva de Ardennes em Dezembro de 1944 lutou para defender a cabeça de ponte de Remagen antes de ser destruído no Bolsão de Ruhr em 17 de Abril de 1945.

## Comandantes
| Comandante                                           | Data                               |
| ---------------------------------------------------- | ---------------------------------- |
| Generaloberst Hans-Jürgen von Arnim                  | (8 Dezembro 1942 - 9 Março 1943)   |
| General der Panzertruppe Gustav von Vaerst           | (9 Março 1943 - 9 Maio 1943)(POW)  |
| General der Panzertruppe Heinrich Eberbach           | (5 Agosto 1944 - 9 Agosto 1944)    |
| SS-Oberstgruppenführer Josef “Sepp” Dietrich         | (9 Agosto 1944 - 10 Setembro 1944) |
| General der Panzertruppe Hasso-Eccard von Manteuffel | (10 Setembro 1944 - 9 Março 1945)  |
| Generaloberst Josef Harpe                            | (9 Março 1945 - 17 Abril 1945)     |

## Chief of Staff
- Oberst Heinz Pomtow (8 Dezembro 1942 - 20 Janeiro 1943)[2]
- Oberst August-Viktor von Quast (20 Janeiro 1943 - 9 Maio 1943) (POW)
- Generalleutnant Alfred Gause (5 Agosto 1944 - 10 Setembro 1944)
- Oberst Wolf von Kahlden (10 Setembro 1944 - 5 Novembro 1944)
- Generalmajor Karl Wagener (5 Novembro 1944 - 20 Fevereiro 1945)
- Oberst Walter Reinhard (20 Fevereiro 1945 - 10 Março 1945)
- Generalmajor Friedrich-Wilhelm von Mellenthin (10 Março 1945 - 17 Abril 1945)

## Oficiais de Operações
- Major Josef Moll (8 Dezembro 1942 - Março 1943)[2]
- Oberstleutnant Bogislav von Bonin (1 Março 1943 - 7 Maio 1943)
- Major Ernst-August Freiherr von Rotberg (5 Agosto 1944 - 20 Outubro 1944)
- Oberstleutnant Herbert Neckelmann (20 Outubro 1944 - 17 Abril 1945)

## Ordem de Batalha
17 de Dezembro de 1942
- Stab der Panzerarmee
- 10ª Divisão Panzer
- Divisão von Broich
- 20. Flak-Division (Luftwaffe)
- I. / Flak-Regiment 54 (Luftwaffe)
- II. / Flak-Regiment 54 (Luftwaffe)
- Abwehrgruppe 210
- Propaganda-Zug Tunis
- Armee Reserve
- Panzer-Abteilung 190
- Schwere Panzer-Abteilung 501
- Panzer-Aufklärungs-Abteilung 190
- Division Imperiali (Italian)

1 de Janeiro de 1943
- 10ª Divisão Panzer (em transição)
- Division “Hermann Göring” (em transição)
- 334ª Divisão de Infantaria (em transição)
- Grenadier-Regiment 47 (LL) (em transição)

9 de Abr de 1943
- Division “Hermann Göring” (parte)
- 334ª Divisão de Infantaria
- Italian 1a Divisione di Fanteria “Superga”

15 de Agosto de 1944
- LXVII Corpo de Exército
  - 348ª Divisão de Infantaria
  - 245ª Divisão de Infantaria
  - 226ª Divisão de Infantaria
  - Sicherungs-Regiment 5
- LXXXVI Corpo de Exército
  - 711ª Divisão de Infantaria
  - 346ª Divisão de Infantaria
  - 272ª Divisão de Infantaria
  - 710ª Divisão de Infantaria (parte)
- I Corpo Panzer SS
  - 85ª Divisão de Infantaria
  - 12. SS-Panzer-Division “Hitler Jugend”
  - 89ª Divisão de Infantaria
- LXXIV Corpo de Exército
  - 271ª Divisão de Infantaria
  - 277ª Divisão de Infantaria
  - 276ª Divisão de Infantaria
  - 21ª Divisão Panzer (parte)
  - 326ª Divisão de Infantaria
- II Corpo Panzer SS
  - 334ª Divisão Panzer (maior parte)
  - 9ª Divisão Panzer SS Hohenstaufen
  - 3. Fallschirmjäger-Division

31 de Agosto de 1944
À disposição do 5. Panzerarmee
- - 275ª Divisão de Infantaria
- LXXXVI Corpo de Exército
  - 711ª Divisão de Infantaria
  - 346ª Divisão de Infantaria
- LXXIV Corpo de Exército
  - 331ª Divisão de Infantaria
  - 344ª Divisão de Infantaria
  - 271ª Divisão de Infantaria
- LXXXI Corpo de Exército
  - 353ª Divisão de Infantaria
  - 49ª Divisão de Infantaria
  - 85ª Divisão de Infantaria
- I Corpo Panzer SS
  - 18. Feld-Division (L)
  - Kampfgruppe 6. Fallschirmjäger-Division
- LVIII Corpo Panzer
  - 47ª Divisão de Infantaria
  - Panzer-Lehr-Division (parte)
  - 348ª Divisão de Infantaria
  - 48ª Divisão de Infantaria
- II Corpo Panzer SS
- 9ª Divisão Panzer
- 116ª Divisão Panzer
- 2. SS-Panzer-Division “Das Reich”
- 9ª Divisão Panzer SS Hohenstaufen

16 de Setembro de 1944
- XXXXVII Corpo Panzer
- 21ª Divisão Panzer (maior parte)
  - Panzer-Brigade 111
  - Panzer-Brigade 112
  - Panzer-Brigade 113

28 de Setembro de 1944
- LVIII Corpo Panzer
  - 11ª Divisão Panzer
- XXXXVII Corpo Panzer
  - 15. Panzer-Grenadier-Division
  - 21ª Divisão Panzer

13 de Outubro de 1944
- LVIII Corpo Panzer
  - 11ª Divisão Panzer
  - 15. Panzer-Grenadier-Division
- XXXXVII Corpo Panzer
  - 21ª Divisão Panzer
  - 16. Volks-Grenadier-Division

5 de Novembro de 1944
À disposição do 5. Panzerarmee
- - Division Nr. 526
- LXXXVI Corpo de Exército
  - Fallschirmjäger-Division Erdmann (Panzer-Brigade 107)
  - 180ª Divisão de Infantaria
  - Kampfgruppe 344ª Divisão de Infantaria
- XII Corpo Panzer SS
  - 176ª Divisão de Infantaria
  - 183. Volks-Grenadier-Division
- LXXXI Corpo de Exército
  - 246. Volks-Grenadier-Division
  - 3. Panzer-Grenadier-Division
  - 12. Volks-Grenadier-Division

26 de Novembro de 1944
À disposição do 5. Panzerarmee
- - 246. Volks-Grenadier-Division
  - Division Nr. 526
  - 10. SS-Panzer-Division “Frundsberg”
- XII Corpo de Exército SS
  - 176ª Divisão de Infantaria
  - XXXXVII Corpo Panzer (subordinado ao XII. SS-Armeekorps)
  - 15. Panzer-Grenadier-Division
  - 183. Volks-Grenadier-Division
  - 9ª Divisão Panzer
- LXXXI Corpo de Exército
  - 340. Volks-Grenadier-Division
  - 3. Panzer-Grenadier-Division
  - 12. Volks-Grenadier-Division
  - 47. Volks-Grenadier-Division

31 de Dezembro de 1944
À disposição do 5. Panzerarmee
- - 340. Volks-Grenadier-Division
  - I Corpo Panzer SS
  - 12. SS-Panzer-Division “Hitler Jugend”
- LVIII Corpo Panzer
  - 116ª Divisão Panzer
  - 9ª Divisão Panzer
  - 2ª Divisão Panzer
- XXXXVII Corpo Panzer
  - Panzer-Lehr-Division
  - Führer-Begleit-Brigade
  - 15. Panzer-Grenadier-Division
- XXXIX Corp Panzer
  - 3. Panzer-Grenadier-Division
  - 26. Volks-Grenadier-Division
  - 1. SS-Panzer-Division “Leibstandarte SS Adolf Hitler”

26 de Janeiro de 1945
À disposição do 5. Panzerarmee
- - 167. Volks-Grenadier-Division
  - 3. Panzer-Grenadier-Division
- LXVII Corpo de Exército
  - 277. Volks-Grenadier-Division
  - 3. Fallschirmjäger-Division
  - 89ª Divisão de Infantaria
  - 246. Volks-Grenadier-Division
- XIII Corpo de Exército
  - 18. Volksgrenadier Division
  - 326. Volks-Grenadier-Division
  - 9ª Divisão Panzer
- LXVI Corpo de Exército
  - 560. Volks-Grenadier-Division (remnants)
  - 15. Panzer-Grenadier-Division
  - 26. Volks-Grenadier-Division

1 de Março de 1945
- LXXIV Corpo de Exército
  - 3. Fallschirmjäger-Division + 85ª Divisão de Infantaria
  - 272. Volks-Grenadier-Division
- LXVII Corpo de Exército
  - 89ª Divisão de Infantaria
  - 277. Volks-Grenadier-Division
- Korpsgruppe Botsch
  - 18. Volks-Grenadier-Division
  - 26. Volks-Grenadier-Division
- LXVI Corpo de Exército
  - 5. Fallschirmjäger-Division

12 de Abril de 1945
- XII Corpo de Exército SS
  - 363ª Divisão de Infantaria
  - Stab Oberst Witte
  - Kampfgruppe 3. Fallschirmjäger-Division
  - 59ª Divisão de Infantaria
- LVIII Corpo Panzer
  - 183. Volks-Grenadier-Division
  - 9ª Divisão Panzer (maior parte)
  - 12. Volks-Grenadier-Division
  - 353ª Divisão de Infantaria
  - 62. Volks-Grenadier-Division

## Membros notáveis
- Josef "Sepp" Dietrich (Membro do Reichstag, Recebedor da Cruz de Cavaleiro da Cruz de Ferro, com Folhas de Carvalho, Espadas e Diamantes)

- Hasso von Manteuffel (Recebedor da Cruz de Cavaleiro da Cruz de Ferro, com Folhas de Carvalho, Espadas e Diamantes, no período de pós-guerra foi membro do Bundestag (1953-1957) no liberal Freie Demokratische Partei, FDP)